# Hrnčiarske Zalužany
Hrnčiarske Zalužany jsou obec v okrese Poltár v Banskobystrickém kraji na Slovensku. Leží na jižním úpatí Revúcké vrchoviny v údolí potoka Suchá. Nejbližším městem je Poltár, vzdálený 10 km na západ, a Rimavská Sobota, která se nachází 15 km na jihovýchod. Žije zde 832 obyvatel.
První písemná zmínka o obci pochází z roku 1362. V obci se nachází jednolodní neoklasicistní římskokatolický kostel Nanebevzetí Panny Marie z roku 1882 a klasicistní kaple Sedmibolestné Panny Marie z roku 1825.